# Opioid
Opioider är ett samlingsnamn för läkemedel och droger som verkar på opioidreceptorer för att uppnå morfin-liknande verkan. Opioider kan indelas i tre grupper av substanser: opiater (opiumalkaloider), semisyntetiska och helsyntetiska opioider.
Några vanliga exempel på substanser i de tre grupperna är:
- Opiater: morfin, kodein och opium.
- Semisyntetiska opioider: buprenorfin, oxikodon, heroin och hydromorfin.
- Helsyntetiska opioider: ketobemidon, petidin, metadon och tramadol.

Opioider inkluderar både illegala droger såsom heroin och receptbelagda smärtlindrande läkemedel, tillgängliga legalt, exempelvis oxikodon, hydrokodon (som dock är avregistrerat i Sverige), kodein, morfin, fentanyl med flera.
Namnet kommer från opiater, det vill säga opioider som förekommer naturligt i opiumvallmon och som var de först kända opioiderna. Att röka opium var en mycket använd smärtlindringsmetod innan substanserna kunde framställas i ren form.
Länge var opioid en beteckning som användes på alla ämnen med en likartad effekt som opium, men efter att opioidreceptorerna upptäckts på 1970-talet så uppstod den nya, något snävare, definitionen. Numera använder man endast benämningen "opiat" när det gäller substanser som härleds ur opium, bland annat morfin och dess derivater. I medicinsk terminologi på svenska levde dock beteckningen opiat kvar längre som ett bredare samlingsnamn, eftersom begreppsbytet till opioidberoende missades på 1980- och 1990-talen i svenska översättningar av DSM och ICD. Under 1900-talet började även syntetiska (konstgjorda) opioider framställas. Många av dessa framställdes under tidigt 1900-tal, i försök att göra icke beroendeframkallande opioider för medicinskt bruk, som substitut till morfin och heroin, men några sådana ej beroendeframkallande substanser har inte kunnat framställas.

## Verkningsmekanism
Opioider binder till opioidreceptorer, som finns på nervcellers cellmembran både perifert och centralt (i ryggmärg och hjärnan) och medierar en "opioid effekt" i vilken ingår att smärta lindras, andningen saktas ned (deprimeras) och man blir lugnare. Opioider kan aktivera cellernas receptorer eftersom deras kemiska struktur härmar de naturliga signalsubstanserna. Det "lurar" receptorer och tillåter därmed opioider att komma in och aktivera bl.a. nervceller. Samtidigt aktiverar opioider nervcellerna på ett annorlunda sätt än de naturliga signalsubstanser som leder till att det överförs avvikande meddelande. Opioider stimulerar hjärnans belöningssystem och dopamin utsöndras. Dopamin är en signalsubstans som reglerar motorik, vakenhet, glädje, entusiasm, uppmärksamhet och motivation. Överstimulering av belöningssystemet kan leda till missbruk eftersom det produceras eufori (en stark känsla av lycka) och skapar ett behov av att upprepa beteendet.

## Användning
Inom sjukvården används opioider som smärtstillande vid viss akut och postoperativ smärta med behandlingstid i upp till tre dagar.
Opioider har inte långvarig smärta som användningsområde med undantag för viss cancerrelaterad vävnadsskadesmärta (s.k. nociceptiv smärta).
Enligt en systematisk forskningsöversikt från SBU är den smärtlindrande effekten av opioider för äldre personer med vanliga långvariga smärttillstånd som artros, diabetesneuropati och kotkompression generellt mycket liten jämfört med placebo. Bland äldre personer med sådan långvarig smärta finns samtidigt viss risk för ovanliga men allvarliga biverkningar, liksom ex. förstoppning.

## Beroende och biverkningar
Alla opioider är narkotikaklassade och i vilka grupp/klasser det rör sig om varierar från substans till substans. Opioiderna är beroendeframkallande och dess användning kan leda både till missbruk och beroende. Missbruk definieras av sociala kriterier, medan beroendet yttrar sig i toleransutveckling och abstinenssymptom, både kroppsligt och psykiskt.
Tolerans mot den aktuella substansen utvecklas fort. Det behövs högre och högre doser för att uppnå den ursprungliga effekten, samtidigt som kroppen vänjer sig vid opioiden, vilket till sist leder till att en person som varit beroende under längre tid klarar av doser som lätt skulle döda en icke beroende person.
Vid överdos, samt i kombination med alkohol, finns det risk för andningsdepression och hjärtstillestånd. Antidot, vid andningsdepression orsakad av opioider, är naloxon.
Missbruk av opioider som narkotika är i många länder ett stort socialt problem.
Enligt en systematisk forskningsöversikt från SBU, finns det viss risk för fallolyckor hos äldre personer som får opioider vid vanliga långvariga smärttillstånd såsom artros, diabetesneuropati och kotkompression.

## Opioidkrisen i USA
År 1996 började ett läkemedelsföretag vid namn Purdue Pharma aggressivt marknadsföra det starka opioidpreparatet Oxycontin (oxikodon) som en mirakelmedicin mot smärta. Medlet marknadsfördes till amerikanska läkare som mindre beroendeframkallande än konkurrerande medel, men i verkligheten är medlet starkt beroendeframkallande. Dessutom utvecklar patienter snabbt en tolerans för medlet varpå dosen måste höjas efter några månader för att uppnå samma effekt. När läkarna, efter olika påtryckningar från myndigheter, började bromsa utskrivningen, så hade många patienter redan utvecklat ett så starkt beroende att de övergick till heroin eller köpte "piller" på den svarta marknaden för att undkomma hemska abstinenssymptom. Från år 2011 och framåt kom en våg av ännu starkare opioder ut på marknaden, bland annat fentanyl. Resultatet blev mängder av dödsfall i överdoser och ökad in-smuggling av opioder från bland annat Mexiko. År 2017 dog 47 600 amerikaner i överdoser av opioider och runt 2,6 miljoner amerikaner var beroende av någon form av opioid. Läkemedelsföretagens försvar har varit att lägga hela skulden på patienterna. Anhöriga till avlidna och ansvariga inom sjukvården i olika delstater, har tröttat på detta och lämnat in tusentals stämningsansökningar mot läkemedelsföretagen och krävt miljarder i skadestånd. Detta ledde till att företaget Purdue Pharma i september 2019 försattes i konkurs. 

## Lista över opioider
- alfacetylmetadol
- alfameprodin
- alfametadol
- alfametyltiofentanyl
- alfaprodin
- alfentanil
- buprenorfin
- dextropropoxifen
- endorfin
- fentanyl
- heroin
- hydroxypetidin
- karfentanil
- kodein
- loperamid
- morfin
- metadon
- noskapin
- oxikodon
- tramadol